# Bridget Phillipson

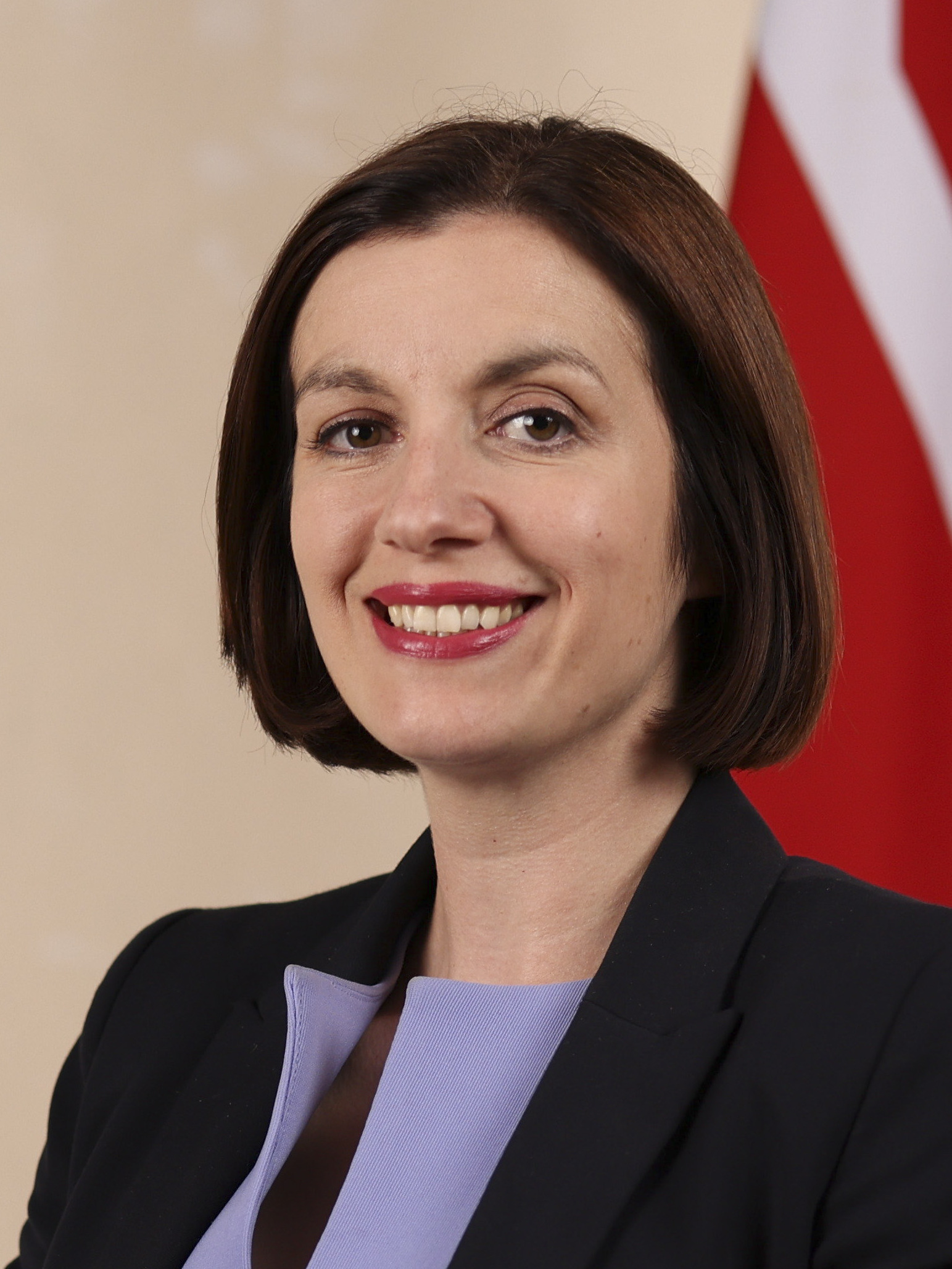
Offizielles Porträt, 2017

Bridget Maeve Phillipson (geboren am 19. Dezember 1983 in Gateshead) ist eine britische Politikerin der Labour Party und seit 5. Juli 2024 Bildungsministerin sowie seit 8. Juli 2024 Ministerin für Frauen und Gleichheit im Kabinett Starmer.

## Leben, Karriere
Seit 2010 vertritt sie den Wahlkreis Houghton and Sunderland South im House of Commons. Sie hat ihren Wahlkreis seither dreimal verteidigt und neuerlich errungen. Gleich nach ihrer ersten Wahl wurde sie zur Parlamentarischen Privatsekretärin von Jim Murphy ernannt, des damaligen Schatten-Verteidigungsministers. Von Oktober 2013 bis September 2015 übte sie die Rolle eines
Opposition Whip im Unterhaus aus. Von 2020 bis 2021 war  sie im Schattenkabinett von Keir Starmer Schatten-Schatzkanzlerin, danach als Schatten-Bildungsministerin.
Sie ist römisch-katholisch, verheiratet und hat zwei Kinder.

## Positionen
Sie stimmte 2016 für den Verbleib des Vereinigten Königreichs in der Europäischen Union und setzte sich – so wie ihr Kabinettskollege David Lammy – zwei Jahre später für eine zweite Volksabstimmung ein.
Bei der Wahl des jeweiligen Labour Vorsitzenden stimmte sie 2010 für David Miliband, 2015 für Yvette Cooper, 2016 für Owen Smith und 2020 für Keir Starmer.